# S:t Sigfrids folkhögskola
S:t Sigfrids folkhögskola grundades av Växjö stift 1942. Den ligger nära den medeltida borgen Kronoberg vid Helgasjön, Växjö. 
I dagligt tal kallas folkhögskolan för "Kronoberg" eller "Sigge" och elever vid skolan kallar sig "Kronobergare".

## Utbildningar
På "Allmän kurs" kan elever läsa in gymnasiekompetens. Folkhögskolan har dessutom speciallinjer i konst och musik. 

## Personer som tjänstgjort på S:t Sigfrids folkhögskola
- Bo Brander, präst
- Stefan Edman, biolog
- Karin Hartvig, konstnär